# 中野伸一
中野 伸一（なかの しんいち）は、日本の陸水学者。京都大学生態学研究センター長・教授。日本陸水学会会長、国立大学附置研究所・センター会議会長などを歴任。

## 人物・経歴
立命館中学校・高等学校卒業。東京農工大学農学部環境保護学科卒業。京都大学大学院理学研究科博士後期課程単位取得退学。1994年京都大学より博士（理学）の学位を取得、滋賀県琵琶湖研究所研究員。1996年愛媛大学農学部助教授。1999年に愛媛大学沿岸環境科学研究センターが発足すると、川端善一郎教授の下で助教授に就任。2003年愛媛大学農学部助教授。2005年愛媛大学農学部教授。2008年愛媛大学南予水産研究センター教授。同年京都大学生態学研究センター教授。2015年京都大学生態学研究センター長。水界生態系の研究を行い、2013年には日本生態学会生態学琵琶湖賞を受賞。2016年滋賀県環境審議会委員。2018年日本陸水学会会長。2022年国立大学附置研究所・センター会議会長。